# Anna Prucnal
Anna Magdalena Prucnal-Michaud (Varsó, 1940. december 17. – ) Franciaországban élő lengyel színésznő és énekesnő. Barátai Aniának becézik. Az 1960-as évek elején kezdett filmezni. Nagy visszhangot váltott ki Dušan Makavejev Sweet Movie (1974) című filmjében nyújtott alakítása, melynek következményeként évekig nem térhetett vissza Lengyelországba. Második hazájában bontakozott ki énekesnői karrierje. Viszonylag ritkán forgat, koncertjei mellett azonban prózai darabokban is színpadra lép.

## Pályafutása
Anna Prucnalt háromszor utasította el a szigorú vizsgabizottság, míg végre felvették a varsói Színművészeti Főiskolára. Az Állami Diákszínház tagjaként figyelt fel rá Rangel Vlcsanov bolgár rendező, és rábízta a Napfény és árnyék (1962) című drámájának női főszerepét. A maga idejében nagy feltűnést keltett film lényegében Alain Resnais Szerelmem, Hirosima (1959) című emlékezetes alkotásának kelet-európai ellenpárja. Míg a francia mű szerelmespárjának kapcsolatára részben a hirosimai atombomba pusztításának borzalmas élménye – melyet a férfi élt át – vet árnyékot, addig a bolgár film fiatal hősnője az atomháborútól retteg. Prucnal a Bakfis (1963) című vígjátéknak köszönhetően vált hazája közönségének egyik kedvencévé. Leonard Buczkowski filmjének főszereplői tizenéves fiatalok. Történetükkel a rendező arra hívja fel a figyelmet, hogy a kamaszkor érzelmi bizonytalanságai sem mentesítenek a tanulás vagy éppen a fiatalon választott szakma kötelezettségei alól. Joachim Herz 1963-ban kezdte forgatni A bolygó hollandi című filmjét az azonos című Wagner-opera alapján. Senta szerepére Budapesten, Prágában és Łódźban keresett színésznőt. Összesen 50 tehetséges fiatal művészt hallgatott meg, míg végül Anna Prucnal mellett döntött. Választását így indokolta: „Rendkívül elbűvölő arca van, és szokatlanul erőteljes érzelmi kifejezőereje.” Prucnal lelkesen vett részt a formanyelvi újításokkal készült filmben, noha magát a szerepet nem ő, hanem Gerda Hannemann magdeburgi művésznő énekelte. Anna így nyilatkozott: „Eddig a filmig Wagner számomra csak egy név volt a zenetörténetből. És most Wagner-rajongó lettem.” Következő filmje szintén az NDK-ban készült: az Utazás a hitvesi ágyba (1966) című vígjáték szereplői között volt a korszak népszerű keletnémet énekese, Frank Schöbel és a „keletnémet Brigitte Bardot”-ként reklámozott Eva-Maria Hagen, aki 1977-ben lányával, Nina Hagennel (a punkzene későbbi királynőjével) az NSZK-ba emigrált. Stanisław Lem egyik írása alapján forgatta Andrzej Wajda a Lengyel Televízió számára a Przekładaniec (1968) című sci-fi komédiát, melyben Prucnal egyik partnere a tehetséges fiatal színész, Jerzy Zelnik volt.
Az 1970-es évek elején a színésznő Franciaországba távozott. Első nyugati filmje Roger Vadim Hellé (1972) című drámája volt. Két évvel később nagy vihart kavart Dušan Makavejev Sweet Movie című alkotása, amely az 1974-es cannes-i filmfesztiválon került először a közönség elé. A hazájából emigrálni kényszerült szerb rendező provokatív filmje egyaránt szólt a kommunizmus és a kapitalizmus ellen, nem csoda tehát, hogy a vasfüggöny mögött egészen az 1980-as évek végéig szó sem lehetett a bemutatóról, Nyugaton pedig még az engedékenyebb országokban is vágásokat rendelt el a cenzúra. Prucnal játszotta a kommunista forradalmat szimbolizáló Anna Planetát, aki egy hatalmas Marx-fejjel díszített hajón közlekedik Amszterdam csatornáin. Előbb a Patyomkin páncélos egyik fiatal matrózát veszi maga mellé, majd kamaszgyerekeket csábít a hajóra, akik előtt vetkőzőszámot mutat be, mielőtt végezne velük – és persze matróz szeretőjével is. A színésznő számára nem várt következményekkel járt Makavejev alkotása: 7 éven keresztül nem utazhatott haza, még haldokló édesanyja meglátogatását sem engedélyezték a lengyel hatóságok, sőt nővére sem utazhatott hozzá Franciaországba. 1976-ban készült Édouard Molinaro Drakula fia című vígjátéka a legendás erdélyi vérszívó egyik leghíresebb megszemélyesítője, Christopher Lee főszereplésével. Anna Prucnal egy epizódszerepet játszott ebben a filmben. Meglepően jól fogadta a francia kritika Michel Deville Az 51-es dosszié (1978) című alkotását, amely Gilles Perrault magyar nyelven is megjelent regénye alapján készült. Deville-nek nem volt könnyű dolga, hiszen a könyv lényegében jegyzőkönyvek, titkos hangfelvételek és jelentések gyűjteménye, melyekből az olvasó megtudhatja, miféle eszközökkel próbált kompromittálni egy meg nem nevezett titkosszolgálat egy újonnan kinevezett francia diplomatát. Prucnal a diplomata volt barátnőjét játszotta.
1980-ban mutatták be Federico Fellini A nők városa című filmjét, melynek zömmel negatív visszhangja volt annak idején. Radikális feministák és különböző női szervezetek már a forgatás időszakában tiltakoztak a film ellen, mondván, hogy Fellini alkotása sértő rájuk nézve, szerintük a Mester alkotásaiban a nő csupán szexuális objektum. A Marcello Mastroianni játszotta főhős jelentéktelen, unalmas feleségének szerepére Fellini eredetileg Glenda Jacksont kérte fel, ám a kétszeres Oscar-díjas angol színésznő színházi elfoglaltságai miatt nem tudta vállalni a munkát. A szerepet végül Anna Prucnal kapta, aki a bemutatót követően csatlakozott az ócsárlók táborához, és a Nice-Matin nevű lapnak meglehetősen negatív hangvételű nyilatkozatot adott a filmről. Saját szerepét – melyet bennfentesek szerint Fellini igazi felesége, Giulietta Masina ihletett – tévedésnek minősítette, s azt mondta: „Federicótól semmit sem szabad megtagadni, de nem vállalnám el még egyszer.” Az olasz Mestert ugyanebben az interjúban diktátori módszerei miatt Sztálinhoz hasonlította, ami – különösen egy lengyel művész szájából – egyáltalán nem hangzik dicséretnek. A hasonlatot mindenesetre Fellinire vonatkoztatva e szavakkal egészítette ki: „Zsarnok, szörnyeteg, őrült, zseni. Imádom.” Az 1980-as években Prucnal néhány alkalommal dolgozott a televízió számára is, a következő évtizedben pedig lengyel filmekben is újra felbukkant. Pályájának fő vonulatát azonban akkoriban már énekesnői tevékenysége, illetve színházi munkája jelentette. A francia színpadokon olyan rendezők irányították, mint Roger Kahane, Jean-Louis Barrault, Georges Wilson, Roger Planchon vagy a román emigráns Lucian Pintilie.

## Magánélet
Anna Prucnal kétszer ment férjhez. Első férje Andrzej Jarecki (1933–1993) író, költő és kritikus volt. Válása után második házasságát Franciaországban kötötte Jean Mailland író-rendezővel. A házaspárnak közös munkáik is voltak.

## Munkássága

### Ismertebb filmjei
- 2001 Le stade de Wimbledon
- 1997 C'est la tangente que je préfère
- 1994 Wrony
- 1993 Jobb szépnek és gazdagnak lenni (Lepiej być piękną i bogatą)
- 1993 Au port de la lune
- 1991 Obywatel świata
- 1989 Si Guitry m'était conté (tévésorozat, az Une folie és a Toa című epizódokban)
- 1989 V comme vengeance (tévésorozat, az Un amour tardif című epizódban)
- 1983 L’homme qui aimait deux femmes
- 1981 Guerre en pays neutre (tévésorozat)
- 1981 Hó (Neige)
- 1981 L’ogre de barbarie
- 1980 A nők városa (La città delle donne)
- 1979 Bastien, Bastienne
- 1979 Mais où et donc Ornicar
- 1978 Az örökösök (Les héritiers) (tévésorozat, a Le quincailler de Meaux című epizódban)
- 1978 Az 51-es dosszié (Le dossier 51)
- 1978 Guerres civiles en France (a La semaine sanglante című epizódban)
- 1976 Dracula és fia (Dracula père et fils)
- 1976 Nick Verlaine ou Comment voler la Tour Eiffel (tévésorozat)
- 1976 La semaine sanglante
- 1974 Sweet Movie
- 1972 Hellé
- 1970 Nowy
- 1970 Unterwegs zu Lenin
- 1969 Jede Stunde deines Lebens
- 1969 Dame Kebold
- 1968 Wege übers Land (tévésorozat)
- 1968 Przekładaniec (tévéfilm)
- 1966 Utazás a hitvesi ágyba (Reise ins Ehebett)
- 1964 A bolygó hollandi (Der fliegende Holländer)
- 1963 Przygoda noworoczna
- 1963 Bakfis (Smarkula)
- 1962 Napfény és árnyék (Слънцето и сянката)
- 1961 Bezkrólewie

### Ismertebb lemezei
- 1967 Letkiss-Boy
- 1967 Träume sind so wunderschön
- 1979 Félicité
- 1979 L'Été
- 1980 Théâtre de la ville
- 1981 Avec Amour
- 1982 Loin de Pologne
- 1984 L'âge de cœur
- 1987 Rêve d'ouest, rêve d'est
- 1987 Ivre vive – Luna moon
- 1988 Concert 88
- 1993 Monsieur Brecht
- 1993 C'était à Babelsberg
- 1995 Dédicaces
- 1995 L'intégrale
- 1996 Rêve d'Ouest – Rêve d'Est
- 1998 Anna Prucnal chante Vertynski
- 1999 Les années fatales
- 2001 Le Cirque de Giuseppe
- 2002 Je vous aime
- 2006 Monsieur Brecht
- 2006 Rêve d'ouest – Rêve d'est